# Беденекир
Беденеки́р (крим. Bedene Qır) — одна з вершин Головного пасма Кримських гір, у північно-західній частині Ай-Петринської яйли.
Висота до 1320 м. Схили круті. Складається із вапняків. Поширені карстові форми рельєфу, яри. На схилах — гірсько-лучна рослинність та буковий ліс (південний схил).